# Американская лига защиты
Американская лига защиты (англ. American Protective League) — действовавшее в 1917—1919 годах добровольческое объединение американских граждан, оказывавшее помощь федеральному правительству в выявлении лиц, сочувствующих Германии, а также в противодействии радикалам, анархистам, пацифистам, социалистам и иным оппозицонерам. В определённый момент своего существования, лига насчитывала более 250 000 членов в 600 городах США. Создана одновременно со вступлением США в Первую мировую войну, расформирована вскоре после подписания Компьенского перемирия.

## История
Лига была сформирована в 1917 году богатым чикагским предпринимателем Бриггсом, желавшим помочь федеральному правительству в борбе с немецкой угрозой. Лига являлась полностью волонтёрской организацией, но тем не менее была официально одобрена и действовала под контролем Департамента юстиции США. Бюро расследований Департамента (позже ставшее ФБР) к этому моменту имело всего порядка 200 сотрудников, которые не имели права носить оружие или производить аресты, поэтому помощь сотен, а затем тысяч добровольцев, была принята с энтузиазмом.
Участники Лиги всячески подчеркивали свой «почти официальный» статус. На бланке Лиги было указано, что она «учреждена с одобрения и действует под руководством Бюро расследований Департамента юстиции США», а участники носили значки с надписью «Американская лига защиты — Секретная служба».
Отряды Лиги по всей стране занимались проведением рейдов по выявлению лиц, уклонявшихся от регистрации в военкоматах, нарушителей режима нормирования продажи еды и топлива, а также поиском немецких иммигрантов, которые могли сочувствовать Германии. Кроме того, отделения Лиги, организованные на военных заводах, занимались выявлением нелояльных сотрудников, которые могли саботировать производство. Члены Лиги, а также другие патриотически настроенные граждане, при содействии или с одобрения федеральных властей занимались разгоном социалистических митингов и забастовок, противодействием работе профсоюзов.
Наиболее заметной акцией Лиги стал трёхдневный рейд по проверке свидетельств о постановке на воинский учёт. В результате рейда было произведено более 75 000 арестов, но менее 400 человек были в итоге привлечены к ответственности — в основном арестовывались граждане, просто не имевшие свидетельства при себе.
После подписания перемирия в 1918 году, генеральный прокурор Грегори указал на неоценимую помощь в борьбе с немецкими шпионами и пропагандой и заявил, что эта помощь понадобится и в будущем, в первую очередь в борьбе происками иностранных государств, которые пытаются ослабить позиции США в переговорах. Но уже в 1919 году Митчел Палмер, сменивший Грегори в кресле генерального прокурора, выступил с критикой действий Лиги. Палмер освободил 10 000 интернированных немецких иммигрантов и прекратил сотрудничество с Лигой, назвав её донесения «слухами и домыслами» и указав, что использование этих доносов может причинить вред невиновным гражданам, а само существование Лиги является опасным.
В итоге Лига была расформирована, хотя её члены и сочувствовашие им публичные лица указывали на опасность, грозящую Америке со стороны «большевиков, бомбистов, рабочих союзов и прочих врагов отечества». Часть членов Лиги влилась в другие организации подобного толка, многие члены южных отделений Лиги вошли в Ку-Клукс-Клан.